# Миннесота Страйкерс
«Миннесота Страйкерс» (англ. Minnesota Strikers) — бывшая американская профессиональная футбольная команда, базировавшаяся в «городах-близнецах» — Миннеаполисе и Сент-Поле. Команда играла один сезон (1984) в NASL и 4 сезона (1984—1988) в MISL.

## История
История «Миннесота Страйкерс» начинается 30 ноября 1983 года, когда «Форт-Лодердейл Страйкерс» заявили о своем переезде в штат Миннесота (через три года после того, как были расформированы «Миннесота Кикс») перед сезоном 1984. Команда играла в этом году в NASL на «Хьюберт Х. Хамфри Метродом», но лига прекратила своё существование в конце сезона. Команда выжила, путём перехода в MISL. Клуб сыграл четыре сезона в MISL, самораспустившись после сезона 1987/88. В MISL команда играла на «Мет Центр».